# 格拉斯区
格拉斯区（法語：Arrondissement de Grasse）是法国滨海阿尔卑斯省所辖的一个区。总面积1231.2平方公里，总人口563122，人口密度457人/平方公里（2018年）。主要城镇为格拉斯。

## 辖区
格拉斯区辖有62个市镇。